# XXX (singel)
XXX – utwór polskiej piosenkarki Dody pochodzący z jej drugiego albumu studyjnego, 7 pokus głównych. 13 lipca został wydany jako drugi po Bad Girls promujący go singel. Jest jedną z dwóch piosenek na płycie, które wyprodukowali Łukasz Targosz i Jacek Tarkowski. W owym utworze dominują dźwięki syntezatorów, a jego tekst, napisany przez samą Dodę, jest zwrotem do kochanka podmiotu lirycznego. Piosenka spotkała się z negatywnymi recenzjami.

## Geneza, nagrywanie i wydanie
Utwór „XXX” jest jednym z dwóch na albumie 7 pokus głównych, przy których tworzeniu nie brał udziału duet 5th Element. Podobnie jak drugi z nich, „Bad Girls”, „XXX” został skomponowany przez Łukasza Targosza i wyprodukowany przez niego oraz Jacka Tarkowskiego; tekst napisała sama Doda. Obie piosenki zostały nagrane i zremasterowane w warszawskim Muzycznym Studiu Produkcyjnym SPOT. 24 czerwca 2011 na oficjalnej stronie internetowej Rabczewskiej pojawiła się informacja o wydaniu drugiego i trzeciego singla z albumu 7 pokus głównych, „Fuck It” i „XXX” oraz ich okładki, a na jej kanale w serwisie YouTube filmik z audio utworu. 13 lipca singel został rozesłany do rozgłośni radiowych w Polsce.

## Muzyka i tekst
Utwór „XXX” wraz z outro (lutowaniem między nim a kolejną piosenką na płycie 7 pokus głównych, „Nieskromnie”) trwa cztery minuty i cztery sekundy. Utrzymany jest w szybkim, tanecznym tempie, co pozwala na klasyfikację do gatunku dance-pop. Jego aranżacja opiera się na dźwiękach syntezatorów. Tekst jest zwrotem do kochanka podmiotu lirycznego; w zwrotkach Doda śpiewa o swoim stosunku do mężczyzny, obie z nich zaczynając słowami: „spójrz w oczy me, przyjrzyj się, znajdziesz siedem źrenic”, w refrenie zwraca się do owego kochanka: „zostaniesz eks eks eks”, natomiast bridge składa się z powtórzonej ośmiokrotnie frazy: „podnieca mnie śmiertelność twa”.

## Odbiór

### Krytyczny
Na portalu t-mobile-music.com napisano: „W [...] utworze »XXX« bywa wręcz komicznie: numer zaczyna się dziecięcą wyliczanką »Doda do doda do doda dida dida«, po czym zamienia się w tandetną, dyskotekowo-rockową hybrydę, w której wokalistka dumnie wyśpiewuje, że podnieca ją twoja śmiertelność”. Recenzent tygodnika „Przekrój” wskazał „XXX” jako jeden z najlepszych utworów na płycie 7 pokus głównych. Oceniając album w „Polityce” napisano: „Agresywna erotyka w tekstach (»XXX«, »Fuck It«) bywa tu śmieszna”, natomiast w „Machinie”: „Techno. Tu doda, tam odejmie gitary, a refren podobno napisał [Adam] Darski: »Zostaniesz eks eks eks«. Fragment »Doda do doda do doda dida dida« napisała Doda. Przecież nie Adam Zagajewski”.

## Teledysk
11 listopada 2011 odbyła się premiera teledysku do utworu, wyreżyserowanego przez Takumi Koyama.

## Wykonania na żywo
Doda po raz pierwszy wykonała „XXX” podczas koncertu „Sabat czarownic” 25 czerwca 2011, zaraz po zremiksowanej wersji „Bad Girls”. Artystka ubrana była w złotą zbroję oraz futurystyczne buty zaprojektowane przez Garetha Pugha i wykonała wraz z tancerzami układ choreograficzny. 2 lipca piosenka dołączyła na stałe do listy utworów wykonywanych przez Dodę na koncertach z trasy The Seven Temptations Tour. W późniejszych latach Doda wykonywała utwór również podczas Fly High Tour i Riotka Tour.

## Notowania

### Listy przebojów
| Kraj   | Notowanie (2011)        | Pozycja |
| ------ | ----------------------- | ------- |
| Polska | Wietrzne Radio (Top 15) | 2       |

## Nagrody i nominacje
| Rok  | Konkurs          | Kategoria                    | Rezultat  | Źr.    |
| ---- | ---------------- | ---------------------------- | --------- | ------ |
| 2011 | Niegrzeczni 2011 | Najniegrzeczniejsza piosenka | Nominacja | [ 13 ] |
| 2012 | VIVA Comet 2012  | Teledysk roku                | Wygrana   | [ 14 ] |